# ジェイ・レオンハート
ジェイ・レオンハート（Jay Leonhart、1940年12月6日-、メリーランド州ボルチモア生まれ）は著名なベーシスト、作詞作曲家で、ジャズとポピュラーミュージックに作品を生み出している。彼はジュディー・ガーランド、カーリー・シモン, バッキー・ピッザレリ、スティング、フランク・シナトラを含む様々なアーティストと共演している。レオンハートはしばしばとぼけたユーモアのある賢い作詞作曲で有名で、彼の作品はブロッサム・ディアリー、リー・コニッツ、ゲイリー・バートンといった有名なアーティストによってレコーディングされてきた。レオンハートの詩は歌の場所の内外で出版されている。

## 来歴
ジェイ・レオンハートは音楽一家の中で育った。彼の両親、6人の兄弟姉妹はすべて音楽に傾倒していた、ピアノを弾いた。7歳になって、ジェイと彼の兄であるビルはバンジョー、ギター、マンドリン、ベースを演奏した。彼らはカントリー・ミュージック、ジャズといったビートを伴うものならなんでも演奏した。10代の初めには、ジェイとビルはボルチモアのテレビ・スターになり、バンジョーでのカントリーミュージック演奏で旅行をしていた。
ジェイは14歳のとき、ボルチモアの「The Pier Five Dixieland Jazz Band」でベースを演奏し始めた。Peabody Instituteでの就学のあと、ジェイはバークリー音楽院とトロントにあるAdvanced School of Contemporary Musicに入学し、卒業する前の1950年代後半と1960年代前半にビッグバンドでの演奏旅行も行っている。
21歳のとき、レオンハートはキャリアを積むためにニューヨークに移住する。彼は、ビッグバンドや、小編成のバンド、シンガーなどを伴ったファンキーロードなギグを数々こなし、世界中の小さなジャズ・スポットを多く訪れている。1968年にはドナ・ジエールというシンガーと出会って結婚し、ニューヨークに落ち着いた。ジェイとドナ・レオンハートは様々な活動の合間にマイケルとキャロラインという二人の子供に恵まれ、後にスティーリー・ダンと一緒に共演している。
ニューヨークに移ってから、やがてジェイは多くの偉大なジャズ・ミュージシャン、ビッグバンド、シンガーのための演奏を始める。そこには、サド・ジョーンズ、メル・ルイス、トニー・ベネット、マリアン・マクパートランド、ジム・ホールといったアーティストが見受けられる。レオンハートは20世紀に名を残す偉大なジャズ・ミュージシャン達と演奏し続けた。
ジェイはまた、ニューヨークシティの多忙なスタジオ・ミュージシャンにもなり、ジェームス・テイラーからオジー・オズボーン、クイーン・ラティファまですべての音楽ジャンルを訪ね歩く。1975年から1995年の間、ナショナル・アカデミー・オブ・レコーディング・アーツ・アンド・サイエンスによる3度のレコード産業での「Most Valuable Bassist」に輝く。
ジェイ・レオンハートは50枚以上のソロアルバムのレコーディングを行ってきており、音楽ビジネスと歌での生活について「Bass Lesson」と呼ばれるワンマンショーもまた行っている。40年以上世界中を旅している。

## ディスコグラフィ

### リーダー作品
- Mike Renziと共同名義, Salamander Pie (DMP, 1983)
- Joe Beckと共同名義, There's Gonna Be Trouble(Sunnyside, 1984)
- The Double Cross (Sunnyside, 198 )
- Life Out on the Road – A Jazz Journey (Prestige Elite, 1990)
- Live at Fat Tuesday's: May 13–15, 1993 (DRG, 1993)
- Two-Lane Highways (Megabop Global/Prestige Elite, 1996)
- Great Duets (Chiaroscuro, 1999)
- Sensitive to the Touch: The Music of Harold Arlen (Groove Jams, 1999)
- Galaxies and Planets (Sons of Sound, 2001)
- Rodgers & Leonhart (Sons of Sound, 2002)
- A Visit with the Duke (Arbors, 2003)
- If I Only Had a Brain (LRC, 2004)
- Fly Me to the Moon (Tokuma, 2004)
- Cool (Sons of Sound, 2004)

### セッション・ミュージシャンとして
バッキー・ピッザレリと
- Five For Freddie
- Skitch Henderson & Bucky Pizzarelli: Legends

デアリー・シェアマンと
- Guess Who's In Town

ドニー・オブライアンと
- Donnie O´Brien Meets Manhattan Swing: In a Basie Mood

エディー・ヒギンス・トリオ
- 魅惑のとりこ - Bewitched (Venus, 2001)
- ベッドで煙草はよくないわ - Don't Smoke in Bed (Venus, 2002)
- イフ・ドリームス・カム・トゥルー - If Dreams Come True (Venus, 2005)
- アモール - Amor (Venus, 2006)
- 素敵なロマンス - A Fine Romance (Venus, 2007)

## マルチメディア
- WYNC-FM "No Show" 2005年10月1日ジェイ・レオンハートのインタビューと9曲の歌の番組

ジェイは現在、トロンボーン奏者のウィクリフ・ゴードンと共に「This Rhythm on My Mind」のレコーディングを行った結果、始めたデュオで定期的に演奏している。